# Formule 3 Euro Series 2005
Le championnat  de Formule 3 Euro Series 2005 a été remporté par le Britannique Lewis Hamilton, sur une Dallara-Mercedes de l'écurie ASM Formule 3.

## Engagés
| Écurie                  | #  | Pilote              | Rookie | Châssis           | Moteur        | Courses |
| ----------------------- | -- | ------------------- | ------ | ----------------- | ------------- | ------- |
| ASM Formule 3           | 1  | Lewis Hamilton      |        | F305/021          | Mercedes-Benz | Toutes  |
| ASM Formule 3           | 2  | Adrian Sutil        |        | F305/059          | Mercedes-Benz | 1–9     |
| ASM Formule 3           | 2  | Maximilian Götz     |        | F305/059          | Mercedes-Benz | 10      |
| Signature-Plus          | 3  | Loïc Duval          |        | F305/036          | Opel          | Toutes  |
| Signature-Plus          | 4  | James Rossiter      |        | F305/029          | Opel          | Toutes  |
| Team Rosberg            | 5  | Kohei Hirate        |        | F305/003          | Opel          | Toutes  |
| Team Rosberg            | 6  | Giedo van der Garde |        | F305/039          | Opel          | Toutes  |
| Manor Motorsport        | 7  | Lucas di Grassi     |        | F305/025 F305/062 | Mercedes-Benz | Toutes  |
| Manor Motorsport        | 8  | Paul di Resta       | R      | F305/020          | Mercedes-Benz | Toutes  |
| ASL Mücke Motorsport    | 9  | Sebastian Vettel    | R      | F305/011          | Mercedes-Benz | Toutes  |
| ASL Mücke Motorsport    | 10 | Átila Abreu         | R      | F305/028          | Mercedes-Benz | Toutes  |
| Prema Powerteam         | 11 | Greg Franchi        |        | F305/004          | Opel          | Toutes  |
| Prema Powerteam         | 12 | Marco Bonanomi      |        | F305/026          | Opel          | Toutes  |
| Prema Powerteam         | 23 | Franck Perera       |        | F305/023          | Opel          | Toutes  |
| Signature               | 14 | Fabio Carbone       |        | R1/001            | Opel          | Toutes  |
| Signature               | 15 | Guillaume Moreau    | R      | F305/035          | Opel          | Toutes  |
| HBR Motorsport          | 16 | Alejandro Núñez     |        | F305/027          | Opel          | Toutes  |
| HBR Motorsport          | 17 | Maximilian Götz     |        | F305/040          | Opel          | 1–4     |
| HBR Motorsport          | 17 | Danny Watts         |        | F305/040          | Opel          | 7       |
| HBR Motorsport          | 22 | Hannes Neuhauser    |        | F305/045          | Opel          | Toutes  |
| Team Midland Euroseries | 18 | Esteban Guerrieri   | R      | F305/034          | TOM's Toyota  | Toutes  |
| Team Midland Euroseries | 19 | Richard Antinucci   |        | F305/001          | TOM's Toyota  | 1–4     |
| Team Midland Euroseries | 19 | Nico Verdonck       |        | F305/001          | TOM's Toyota  | 5–6     |
| Team Midland Euroseries | 19 | Stephen Jelley      |        | F305/001          | TOM's Toyota  | 7       |
| Team Midland Euroseries | 19 | Rob Austin          |        | F305/001          | TOM's Toyota  | 8–9     |
| Team Midland Euroseries | 19 | Ben Clucas          |        | F305/001          | TOM's Toyota  | 10      |
| AM-Holzer Rennsport     | 20 | Thomas Holzer       |        | F305/060          | Opel          | Toutes  |
| Ross Zwolsman           | 24 | Ross Zwolsman       |        | F305/024          | Opel          | 1–4     |
| Team I.S.R.             | 25 | Filip Salaquarda    |        | F305/046          | Opel          | Toutes  |
| Ombra Racing            | 26 | Paolo Montin        |        | F305/064          | Honda         | 9       |
| Julia Kuhn              | 27 | Julia Kuhn          |        | F305/063          | Opel          | 7       |

| Icone | Légende |
| ----- | ------- |
| R     | Rookie  |

## Règlement sportif
- L'attribution des points s'effectue selon le barème 10,8,6,5,4,3,2,1 - L'auteur de la pole position inscrit un point.

## Résultats
| Épreuve | Course | Circuit           | Date         | Pole position       | Meilleur tour       | Vainqueur pilote | Vainqueur écurie |
| ------- | ------ | ----------------- | ------------ | ------------------- | ------------------- | ---------------- | ---------------- |
| 1       | R1     | Hockenheimring    | 16 avril     | Lewis Hamilton      | Lewis Hamilton      | Lewis Hamilton   | ASM Formule 3    |
| 1       | R2     | Hockenheimring    | 17 avril     | Paul di Resta       | Richard Antinucci   | James Rossiter   | Signature Plus   |
| 2       | R1     | Pau               | 7 mai        | Lewis Hamilton      | Lewis Hamilton      | Lewis Hamilton   | ASM Formule 3    |
| 2       | R2     | Pau               | 8 mai        | Lewis Hamilton      | Lewis Hamilton      | Lewis Hamilton   | ASM Formule 3    |
| 3       | R1     | Spa-Francorchamps | 14 mai       | Lewis Hamilton      | Adrian Sutil        | Adrian Sutil     | ASM Formule 3    |
| 3       | R2     | Spa-Francorchamps | 15 mai       | Adrian Sutil        | Lewis Hamilton      | Lewis Hamilton   | ASM Formule 3    |
| 4       | R1     | Monaco            | 20 mai       | Lewis Hamilton      | Adrian Sutil        | Lewis Hamilton   | ASM Formule 3    |
| 4       | R2     | Monaco            | 21 mai       | Lewis Hamilton      | Lewis Hamilton      | Lewis Hamilton   | ASM Formule 3    |
| 5       | R1     | Oschersleben      | 25 juin      | Lucas di Grassi     | Giedo van der Garde | Lucas di Grassi  | Manor Motorsport |
| 5       | R2     | Oschersleben      | 26 juin      | Lewis Hamilton      | Lewis Hamilton      | Lewis Hamilton   | ASM Formule 3    |
| 6       | R1     | Norisring         | 16 juillet   | Lewis Hamilton      | Lewis Hamilton      | Lewis Hamilton   | ASM Formule 3    |
| 6       | R2     | Norisring         | 17 juillet   | Lewis Hamilton      | Adrian Sutil        | Lewis Hamilton   | ASM Formule 3    |
| 7       | R1     | Nürburgring       | 6 août       | Paul di Resta       | Paul di Resta       | Adrian Sutil     | ASM Formule 3    |
| 7       | R2     | Nürburgring       | 7 août       | Lucas di Grassi     | Lewis Hamilton      | Lewis Hamilton   | ASM Formule 3    |
| 8       | R1     | Zandvoort         | 27 août      | Lewis Hamilton      | Paul di Resta       | Guillaume Moreau | Signature        |
| 8       | R2     | Zandvoort         | 28 août      | Lewis Hamilton      | Lucas di Grassi     | Lewis Hamilton   | ASM Formule 3    |
| 9       | R1     | Lausitzring       | 17 septembre | Giedo van der Garde | Esteban Guerrieri   | Lewis Hamilton   | ASM Formule 3    |
| 9       | R2     | Lausitzring       | 18 septembre | Paul di Resta       | Lewis Hamilton      | Lewis Hamilton   | ASM Formule 3    |
| 10      | R1     | Hockenheimring    | 22 octobre   | Lewis Hamilton      | Sebastian Vettel    | Lewis Hamilton   | ASM Formule 3    |
| 10      | R2     | Hockenheimring    | 23 octobre   | Lewis Hamilton      | Lewis Hamilton      | Lewis Hamilton   | ASM Formule 3    |

## Classement

### Pilotes
| Classement | Pilote              | Pays        | Voiture          | Écurie           | Nombre de points |
| ---------- | ------------------- | ----------- | ---------------- | ---------------- | ---------------- |
| 1er        | Lewis Hamilton      | Royaume-Uni | Dallara-Mercedes | ASM Formule 3    | 172              |
| 2e         | Adrian Sutil        | Allemagne   | Dallara-Mercedes | ASM Formule 3    | 94               |
| 3e         | Lucas di Grassi     | Brésil      | Dallara-Mercedes | Manor Motorsport | 68               |
| 4e         | Franck Perera       | France      | Dallara-Opel     | Prema            | 67               |
| 5e         | Sebastian Vettel    | Allemagne   | Dallara-Mercedes | Mücke Motorsport | 63               |
| 6e         | Loïc Duval          | France      | Dallara-Opel     | Signature-Plus   | 52               |
| 7e         | James Rossiter      | Royaume-Uni | Dallara-Opel     | Signature-Plus   | 51               |
| 8e         | Guillaume Moreau    | France      | Dallara-Opel     | Signature-Plus   | 47               |
| 9e         | Giedo Van der Garde | Pays-Bas    | Dallara-Opel     | Team Rosberg     | 34               |
| 10e        | Paul di Resta       | Royaume-Uni | Dallara-Opel     | Manor Motorsport | 32               |
| 11e        | Marco Bonanomi      | Italie      | Dallara-Opel     | Prema            | 21               |
| 12e        | Kohei Hirate        | Japon       | Dallara-Opel     | Team Rosberg     | 18               |
| 13e        | Fabio Carbone       | Brésil      | SLC-Opel         | Signature-Plus   | 15               |
| 14e        | Maximilian Götz     | Allemagne   | Dallara-Opel     | HBR              | 13               |
| 15e        | Atila Abreu         | Brésil      | Dallara-Mercedes | Mücke Motorsport | 12               |
| 16e        | Esteban Guerrieri   | Argentine   | Dallara-Toyota   | Team Midland     | 12               |
| 17e        | Gregory Franchi     | Belgique    | Dallara-Opel     | Prema            | 11               |
| 18e        | Hannes Neuhauser    | Autriche    | Dallara-Mercedes | HBR              | 9                |
| 19e        | Richard Antinucci   | États-Unis  | Dallara-Toyota   | Team Midland     | 3                |
| 20e        | Ross Zwolsman       | Pays-Bas    | Dallara-Opel     | RZ Racing        | 2                |
| 21e        | Alejandro Núñez     | Espagne     | Dallara-Opel     | HBR              | 1                |

### Rookie
| Classement | Pilote            | Pays      | Voiture          | Écurie           | Nombre de points |
| ---------- | ----------------- | --------- | ---------------- | ---------------- | ---------------- |
| 1er        | Sebastian Vettel  | Allemagne | Dallara-Mercedes | Mücke Motorsport | 157              |
| 2e         | Esteban Guerrieri | Argentine | Dallara-Toyota   | Team Midland     | 132              |
| 3e         | Guillaume Moreau  | France    | Dallara-Opel     | Signature-Plus   | 128              |
| 4e         | Atila Abreu       | Brésil    | Dallara-Mercedes | Mücke Motorsport | 116              |

### Écuries
| Classement | Écurie                  | Nombre de points |
| ---------- | ----------------------- | ---------------- |
| 1er        | ASM Formule 3           | 261              |
| 2e         | Signature-Plus          | 103              |
| 3e         | Prema Powerteam         | 98               |
| 4e         | Manor Motorsport        | 95               |
| 5e         | ASL Mücke Motorsport    | 75               |
| 6e         | Signature               | 62               |
| 7e         | Team Rosberg            | 51               |
| 8e         | HBR Motorsport          | 17               |
| 9e         | Team Midland Euroseries | 15               |
| 10e        | Ross Zwolsman           | 2                |

### Nations
| Classement | Nation      | Nombre de points |
| ---------- | ----------- | ---------------- |
| 1er        | Royaume-Uni | 237              |
| 2e         | Allemagne   | 170              |
| 3e         | France      | 161              |
| 4e         | Brésil      | 94               |
| 5e         | Pays-Bas    | 36               |
| 6e         | Italie      | 22               |
| 7e         | Japon       | 18               |
| 8e         | Argentine   | 14               |
| 9e         | Autriche    | 11               |
| 10e        | Belgique    | 11               |
| 11e        | États-Unis  | 4                |
| 12e        | Espagne     | 2                |